# Coleophora motacillella
Coleophora motacillella — вид лускокрилих комах родини чохликових молей (Coleophoridae).

## Поширення
Вид поширений в Західній, Центральній та Східній Європі. Присутній у фауні України.

## Спосіб життя
Метелики літають у липні-серпні. Гусінь живиться генеративними органами лутиги та лободи.